# L'Arroseur
L'Arroseur is een Franse stomme film uit 1896. De film werd geregisseerd door Georges Méliès.
De film heeft dezelfde verhaallijn als de film L'Arroseur arrosé van de gebroeders Lumière uit 1895. Een tuinman wordt tijdens het wateren gefopt door iemand die zijn voet op de tuinslang zet. Zodra hij in de tuinslang kijkt, haalt de grappenmaker zijn voet weg. Alle kopieën van deze film zijn verloren gegaan.